# Reigneville-Bocage
Reigneville-Bocage é uma comuna francesa na região administrativa da Normandia, no departamento Mancha. Estende-se por uma área de 2,31 km². Em 2010 a comuna tinha 41 habitantes (densidade: 17,7 hab./km²).